# OVMN
OVMN (Optimum Volume Maximum Noise) ist ein 1996 debütiertes Noiseprojekt. Das Duo wird der ersten Generation des Subgenres Harsh Noise Wall zugerechnet.

## Geschichte
Unter dem Einfluss von Post-Industrial und Noise-Interpreten wie Controlled Bleeding begann Joseph Roemer in den 1980er Jahren damit mit Ideen des Noise und Industrial zu experimentieren. Nachdem er Japanoise für sich entdeckt hatte, kaufte er eine erstes Vierspuraufnahmegerät. Im Jahr 1989 traf er auf Rodger Stella. Gemeinsam experimentierte das Duo mit der Aufnahme und Tontechnik bevor sie 1990 das erste Band aufnahmen. Mit zunehmender Erfahrung entwickelte das Duo einen eigenen Klang, der in der Gründung der Projekte Macronympha und OVMN.
Im Jahr 1996 debütierte OVMN mit dem Album Throbbing Pulse, das die Musiker über das eigene, später in Mother Savage Noise Productions umbenannte, Label SE Productions, veröffentlichen. Es folgten weitere Veröffentlichungen über das eigene Unternehmen sowie über Kooperationspartner wie Armed & Loaded Recordings, Self Abuse Records, Urashima, Lake Shark Harsh Noise oder Troinks. Darunter auch Split-Alben mit Black Leather Jesus und The Rita. In den Jahren nach 1996 behielt das Duo seine Aktivität mit OVMN bei, behielt den Namen jedoch als harsches Nebenprojekt zu Macronympha, das als weniger radikal gilt und veröffentlichte eher sporadisch als kontinuierlich.

## Stil
Das Projekt gilt als eines der prägenden der amerikanischen Variante des Harsh Noise Wall. Die amerikanische Variante gilt als etwas dynamischer gegenüber der europäischen. Anstelle einer kontinuierlich dröhnenden Klängfläche, nutzt OVMN Texturen und unterschiedliche sich organisch entwickelnde ‚Noisewände‘.
Neben Harsh Noise Wall wirkt das Werk von OVMN in den Noise und Power Electronics. OVMN ist bekannt für intensive und experimentelle Klanglandschaften. Dabei bietet OVMN charakteristisch Harsh-Noise-Elemente und tiefe, dröhnende Bassklänge in einer kontinuierlichen Klangentwicklung die als statisch wahrgenommen wird und von Verzerrung geprägt ist.

## Diskografie
- 1996: Throbbing Pulse (Album, SE Productions)
- 1996: Optimum Volume Maximum Noise (Album, Mother Savage Noise Productions)
- 1996: Hard Driven Resonance (Album, Mother Savage Noise Productions)
- 1996: Split (Split-Album mit Kadef, Dreizehn)
- 1997: Live Action (Split-Album mit Audible XXY, Xerxes)
- 1998: Visions of Autoerotic Excess and Electromagnetic Life-Force Procedures (Album, Armed & Loaded Recordings)
- 2010: OVMN / One Dark Eye (Split-Album mit One Dark Eye) (Album, Mother Savage Noise Productions)
- 2010: II (Album, Mother Savage Noise Productions)
- 2010: III (Album, Mother Savage Noise Productions / Urashima)
- 2010: Version (Album, Mother Savage Noise Productions)
- 2014: IV (Album, Mother Savage Noise Productions)
- 2017: Frontal Lobe Damage (Album, Bizarre Audio Arts)
- 2017: Kataklasstruktur Volume 1 (Box-Set, Bizarre Audio Arts)
- 2018: Severely Atomized Stress (Album, Deathbed Tapes)
- 2018: Womblicker (Album, Bizarre Audio Arts)
- 2019: Gradual Increase of Your Maximum Level (Box-Set, Bizarre Audio Arts)
- 2019: The Hateful Bloated Lies of Donald Trump (Album, Mother Savage Noise Productions)
- 2021: You Will Never Escape This (Album, Self Abuse Records / Input Error)
- 2021: Amerika: Die ewige Senkgrube (Kompilation, Self Abuse Records / Input Error)
- 2022: Land of the Zombies (Album, Mother Savage Noise Productions)
- 2022: Volume IV of a Series of Ruminations on Aspects of Life: Sex (Split-Album mit No-Joy, Genital Sewer, Macromenia, Menia und Crepuscular Entity, Basement Corner Emissions)
- 2022: Split (Split-Album mit The Rita, Input Error)
- 2022: Split (Split-Album mit She Walks Crooked, Petite Soles)
- 2022: Day of the Zombies / Day of the Rimmer (Split-Album mit Black Leather Jesus, Room 2A)